# John B. Christopher
John B. Christopher é um historiador que publicou, entre muitas obras, "Civilization in the West", cuja obra foi partilhada também por outros autores do gênero, como Crane Brinton (norte-americano) e Robert Lee Wolf.

## Obra "Civilization in the West"
Esta obra, por ele desenvolvida e pelos outros dois autores, traz a perspectiva linear da História da Humanidade, desde o mundo antigo (e do ano 1000) até à Segunda Guerra Mundial. Assim como esta, "History of Civilization" também é da década de 1960, sendo que a primeira foi publicada em 1964, e a segunda em 1963.